# Dragă
O dragă este o navă tehnică destinată săpării sub apă pentru adâncirea sau nivelarea fundurilor, menținerea adâncimii pe canalurile navigabile sau în bazinele portuare, colectarea de nisip, pietriș și stuf, precum și pentru lucrări de asanare. Este dotată cu un cadru de susținere, cu instalații de forță de săpat și ridicat materialul escavat și de evacuarea acestuia. 

## Tipuri

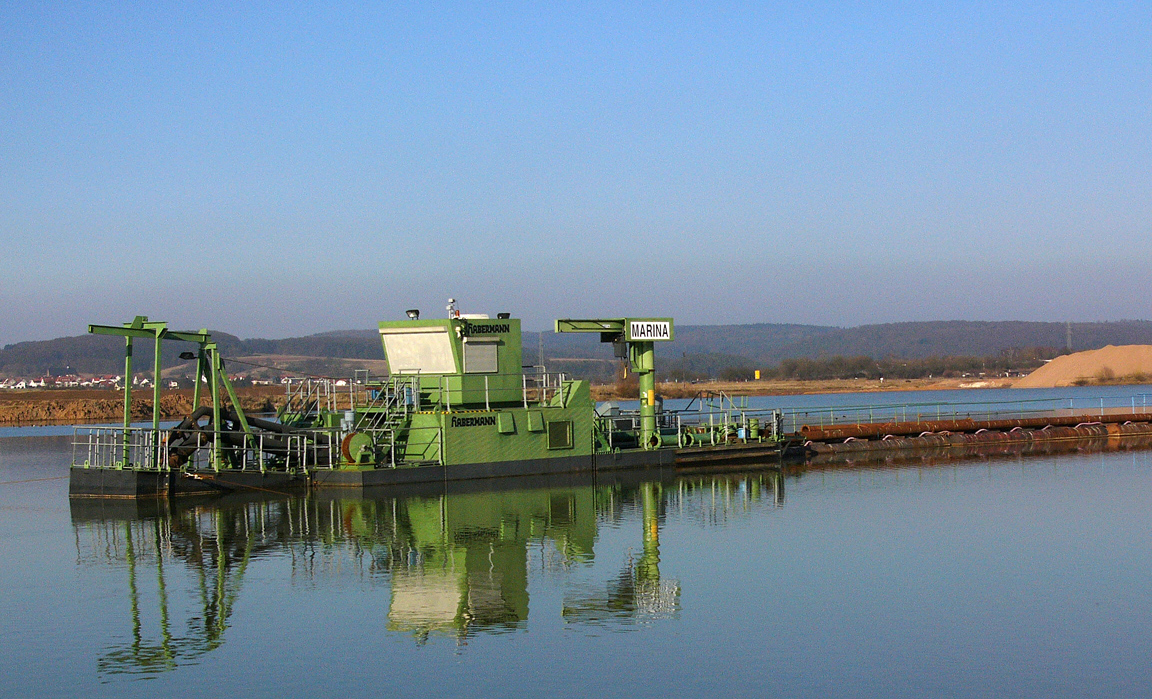
Dragă aspiratoare

Dragele pot fi maritime sau fluviale. Alte clasificări țin cont de tipul instalației de săpare și de modul de evacuare.
După instalația de săpare folosită, dragele pot fi: 
- dragă aspiratoare sau cu sorb;
- dragă cu benă sau graifăr;
- dragă cu cupe;
- dragă cu lingură.

După modul de evacuare a materialului escavat se disting:
- dragă cu jgheab;
- dragă refulantă;
- dragă purtătoare.

## Dragajul
Dragajul reprezintă activitatea de extragere a materialului solid de pe fundul apei.
Obiectivele sunt:
- curățirea și adâncirea șenalului navigabil;
- tăierea de canale de navigație și/sau irigații noi;
- colectarea de material de construcție.